# Зона вивітрювання
Зона вивітрювання (рос. зона выветривания, англ. weathering zone, нім. Verwitterungszone f) – верхня частина земної кори, в якій відбуваються процеси вивітрювання; глибина З.в. становить кілька десятків метрів. Деякі дослідники вважають, що З.в. досягає 0,5 км. Див. вивітрювання.